# Guinea i olympiska sommarspelen 1996
Guinea deltog i de olympiska sommarspelen 1996 med en trupp bestående av 5 deltagare, men ingen av landets deltagare erövrade någon medalj.

## Boxning
| Idrottare        | Gren            | Sextondelsfinal           | Åttondelsfinal       | Kvartsfinal          | Semifinal            | Final                |
| Idrottare        | Gren            | Motståndare Resultat      | Motståndare Resultat | Motståndare Resultat | Motståndare Resultat | Motståndare Resultat |
| ---------------- | --------------- | ------------------------- | -------------------- | -------------------- | -------------------- | -------------------- |
| Aboubacar Diallo | Lätt weltervikt | Süleymanoğlu (TUR) L 21-5 | Gick inte vidare     | Gick inte vidare     | Gick inte vidare     | Gick inte vidare     |

## Friidrott
Herrar
| Idrottare        | Gren                     | Heat omgång 1 | Heat omgång 1 | Heat omgång 2    | Heat omgång 2    | Semifinal        | Semifinal        | Final            | Final            |
| Idrottare        | Gren                     | Tid           | Placering     | Tid              | Placering        | Tid              | Placering        | Tid              | Placering        |
| ---------------- | ------------------------ | ------------- | ------------- | ---------------- | ---------------- | ---------------- | ---------------- | ---------------- | ---------------- |
| Robert Loua      | Herrarnas 100 meter      | 11.21         | 100           | Gick inte vidare | Gick inte vidare | Gick inte vidare | Gick inte vidare | Gick inte vidare | Gick inte vidare |
| Joseph Loua      | Herrarnas 200 meter      | 20.81         | 37 q          | 21.01            | 36               | Gick inte vidare | Gick inte vidare | Gick inte vidare | Gick inte vidare |
| Amadou Sy Savané | Herrarnas 400 meter häck | 50.90         | 44            | N/A              | N/A              | Gick inte vidare | Gick inte vidare | Gick inte vidare | Gick inte vidare |

Damer
| Idrottare         | Gren               | Heat omgång 1 | Heat omgång 1 | Heat omgång 2    | Heat omgång 2    | Semifinal        | Semifinal        | Final            | Final            |
| Idrottare         | Gren               | Tid           | Placering     | Tid              | Placering        | Tid              | Placering        | Tid              | Placering        |
| ----------------- | ------------------ | ------------- | ------------- | ---------------- | ---------------- | ---------------- | ---------------- | ---------------- | ---------------- |
| Sylla M'Mah Touré | Damernas 200 meter | 26.64         | 47            | Gick inte vidare | Gick inte vidare | Gick inte vidare | Gick inte vidare | Gick inte vidare | Gick inte vidare |